# الهند وأسلحة الدمار الشامل

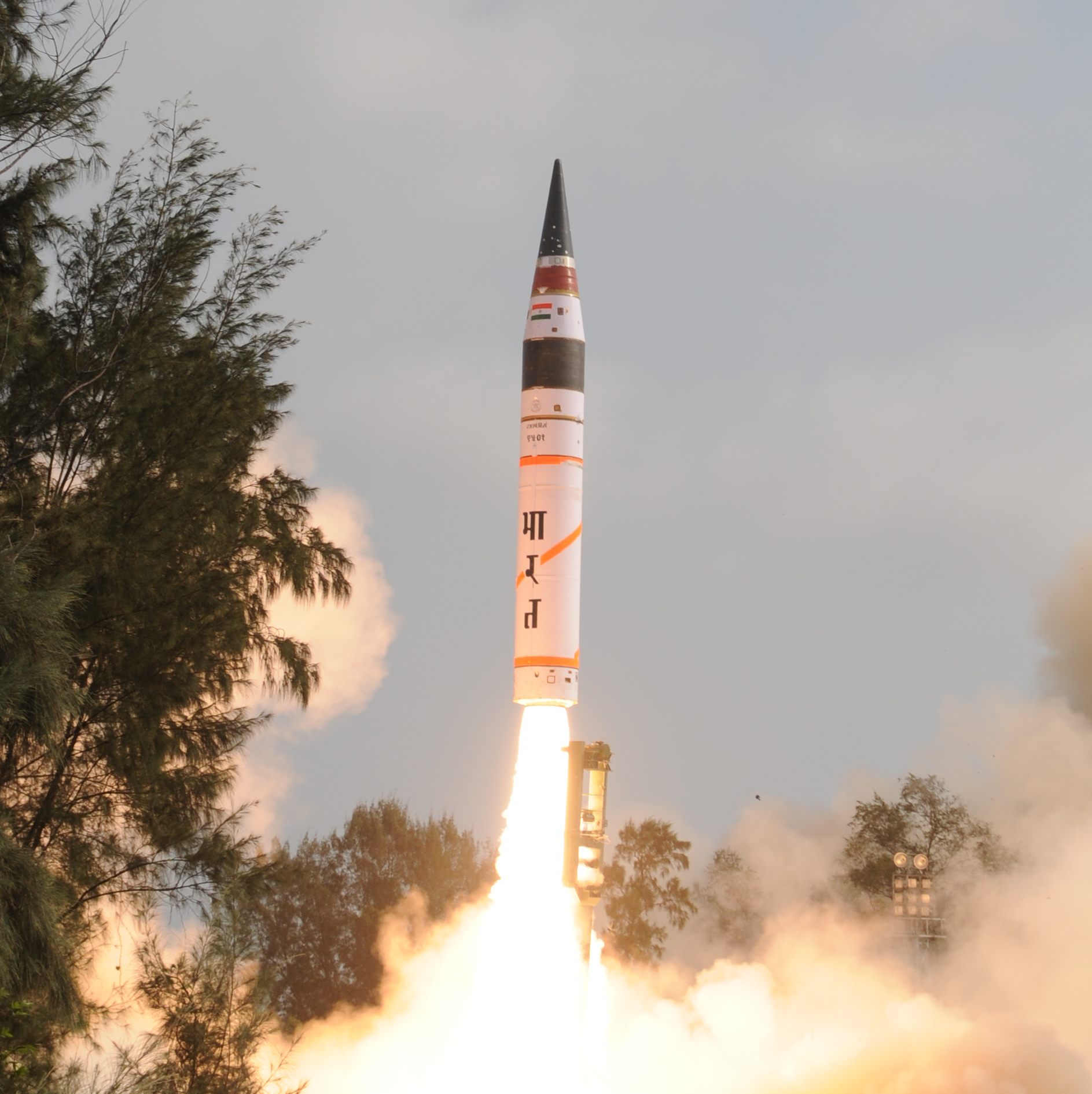
أول رحلة تجريبية لصاروخ Agni-V في 19 أبريل 2012 من ميدان الاختبار المتكامل، جزيرة ويلر، أوريسا.

تمتلك الهند أسلحة دمار شامل على شكل أسلحة نووية وتطورها. على الرغم من أن الهند لم تصدر أي بيانات رسمية عن حجم ترسانة أسلحتها النووية، تشير التقديرات الأخيرة إلى امتلاكها ما بين 130 و140 سلاحًا نوويًا، وقد أنتجت ما يكفي من البلوتونيوم المُخصص لصنع الأسلحة النووية لإنتاج 150 إلى 200 سلاحًا نوويًا آخر. تشير تقديرات عام 1999 إلى أن الهند لديها 800 كيلوغرام من البلوتونيوم المُخصص للمفاعلات النووية، مع 8,300 كيلوغرام بالمجمل من البلوتونيوم المُخصص للأغراض المدنية، ويكفي ذلك لصنع 1000 سلاح نووي تقريبًا.
الهند عضو في ثلاثة أنظمة لمراقبة التصدير متعددة الأطراف ونظام التحكم في تكنولوجيا القذائف واتفاق واسينار ومجموعة أستراليا. وصدّقت ووقّعت على معاهدة حظر الأسلحة البيولوجية ومعاهدة حظر الأسلحة البيولوجية، وأيضًا دولة عضو في الاتفاقية الدولية للحد من انتشار الصواريخ الباليستية. لم توقّع الهند على معاهدة الحظر الشامل للتجارب النووية ولا على معاهدة الحد من انتشار الأسلحة النووية، معتبرة أن المعاهدتين غير منصفتين وتمييزيتان. امتلكت الهند في السابق أسلحة كيميائية، ولكنها دمرت مخزونها بالكامل طوعًا عام 2009، وهي واحدة من الدول السبعة التي أوفت بالموعد النهائي المحدد من قبل منظمة حظر الأسلحة الكيميائية.
تتبع الهند سياسة «عدم البدء باستخدام الأسلحة النووية» النووية التي تُعرف باستراتيجية الضربة الأولى، وطوّرت قدرة الثالوث النووي ضمن مبدأ «الردع النووي الأدنى الموثوق به».

## الأسلحة البيولوجية
تمتلك الهند بنية تحتية للتقانة الحيوية تشمل العديد من مرافق إنتاج الأدوية ومختبرات الاحتواء الحيوي (بما في ذلك مستوى الأمان الحيوي 3 و4) للعمل مع المُمرِضَات المميتة. ولديها أيضًا فريق من العلماء من ذوي الخبرة في الأمراض المُعدية. تُستخدَم بعض المرافق الهندية لدعم البحث والتطوير لغرض الدفاع بالأسلحة البيولوجية. أبرمت الهند معاهدة حظر الأسلحة البيولوجية (بي دبليو سي) وتعهدت بالالتزام ببنودها. ما من دليل واضح -مادي أو غير مادي- يشير مباشرةً إلى وجود برنامج للأسلحة البيولوجية الهجومية. تمتلك الهند المعرفة العلمية والبنية التحتية لإطلاق برنامج للأسلحة البيولوجية الهجومية. أما من ناحية التسليم، لدى الهند القدرة على إنتاج البخخات ولديها العديد من أنظمة التسليم المُمكنة التي تتراوح بين طائرات رش المبيدات إلى الصواريخ الباليستية الدقيقة.
لا يوجد أي معلومات نُشرت في النطاق العام توحي باهتمام الحكومة الهندية بتوصيل العوامل البيولوجية الممرضة بأنظمة التسليم تلك أو بأي وسيلة أخرى. صرّح الرئيس آنذاك أبو بكر زين العابدين عبد الكلام في 2002 أكتوبر للتأكيد على هذه النقطة الأخيرة: «لن تصنع الهند أسلحة بيولوجية. إنها أسلحة وحشية على البشر».

## الأسلحة الكيميائية
وقّعت الهند عام 1992 على معاهدة حظر الأسلحة الكيميائية (سي دبليو سي)، معلنةً عن أنه لم يكن لديها أسلحة كيميائية ولا القدرة أو النيّة على تصنيع أسلحة كيميائية. وبذلك أصبحت الهند واحدة من الموقّعين الأصليين على معاهدة سي دبليو سي عام 1993، وأبرمتها في 2 سبتمبر 1996. ووفقًا لتصريح قائد القوات العام الهندي السابق كريشناسوامي ساندارجي، إن البلد الذي يمتلك القدرة على صنع أسلحة نووية لا يحتاج إلى امتلاك أسلحة كيميائية، لأنه لا يمكن استخدام الأسلحة الكيميائية كقوة مرعبة إلا مع الدول التي ليس لديها أسلحة نووية. اقترح آخرون حقيقة أن الهند وجدت عدم ضرورة امتلاكها أسلحة كيميائية ما يسلط الضوء على ثقتها في نظام الأسلحة المُتفق عليه المنجز بناءً على طلبها.
أعلنت الهند في يونيو 1997 عن مخزونها من الأسلحة الكيميائية (1,045 طن من غاز الخردل). وبحلول نهاية عام 2006، أتلفت الهند أكثر من 75% من مخزونها من الأسلحة الكيميائية/المواد المخزنة احتياطيًا ومُنحت وقتًا إضافيًا لتدمير المخزون المتبقي بحلول أبريل 2009 وكان من المتوقع أن تتلف المخزون بنسبة 100% في هذا الإطار الزمني. أبلغت الهند الأمم المتحدة في مايو 2009 بأنها أتلفت مخزونها من الأسلحة الكيميائية امتثالًا لمعاهدة حظر الأسلحة الكيميائية. وبذلك أصبحت الدولة الثالثة بعد كوريا الجنوبية وألبانيا اللتين تخلصتا من أسلحتهما الكيميائية. تحقق مفتشو الأمم المتحدة من عملية الإتلاف.
لدى الهند صناعة كيميائية تجارية متقدمة، تنتج القسم الضخم من موادها الكيميائية الخاصة للاستهلاك المحلي. ومن المعروف على نحو واسع أن للهند صناعة كيميائية مدنية ودوائية شاملة وتصدّر سنويًا كميات كبيرة من المواد الكيميائية إلى بلدان مثل المملكة المتحدة والولايات المتحدة وتايوان.

## الأسلحة النووية
أعلن جواهر لال نهرو في 26 يونيو 1946 -الذي أصبح لاحقًا أول رئيس وزراء للهند- ما يلي:
«طالما تشكّل العالم بصورته الحالية، سيتعين على كل بلد ابتكار أحدث الوسائل واستخدامها لحمايته. ليس لدي شك في أن الهند ستطور أبحاثها العلمية، وآمل أن يستخدم العلماء الهنود القوة الذرية لأغراض بنّاءة. ولكن إذا تعرضت الهند للتهديد، ستحاول حتمًا درأ الخطر عن نفسها بكل الوسائل المتاحة لها».
يمكن اقتفاء أثر كل من البرنامج النووي الهندي حتى مارس 1944، ومساعي برنامج الهند للطاقة النووية على ثلاث مراحل في مجال التكنولوجيا الذي أسسه هومي جهانكير بهبها عندما أسس مركز البحوث النووية، وعُرف باسم مؤسسة تاته للبحوث الأساسية. أعطى خسارة الهند للأراضي أمام الصين في أثناء الحرب الصينية الهندية على حدود هيمالايي في أكتوبر عام 1962، سببًا دافعًا لحكومة نيودلهي لتطوير أسلحة نووية لتكون وسيلة ردع أي عدوان صيني مُحتمل في المستقبل. اختبرت الهند لأول مرة جهازًا نوويًا عام 1974 أطلق عليه اسم «بوذا المبتسم»، بإشراف رئيسة الوزراء أنديرا غاندي، التي وصفت الانفجار بـ«الانفجار النووي السلمي». واستخدم الاختبار البلوتونيوم المُنتج في مفاعل سيروس الذي ورّدته كندا للهند، وأثير قلق من إمكانية تحويل التكنولوجيا النووية المُورّدة للأغراض السلمية إلى أسلحة فتاكة. حثّ ذلك أيضًا العمل المبكر لإنشاء مجموعة الموردين النوويين. أجرت الهند المزيد من التجارب النووية عام 1998 (أطلق عليها اسم «عملية شاكتي») بإشراف رئيس الوزراء أتال بيهاري فاجبايي. فرضت الولايات المتحدة الأمريكية واليابان عام 1998 عقوبات على الهند بسبب الاختبارات المستمرة، إلا أنها رُفعت فيما بعد.

### القنابل النيوترونية
قال آر تشيدامبارام الذي ترأس التجارب النووية في بوخران الثانية في مقابلة مع وكالة برس ترست الهندية للأنباء أن الهند قادرة على إنتاج قنبلة نيوترونية.

### سياسة عدم البدء باستخدام الأسلحة النووية الهندية
لدى الهند سياسة معلن عنها بعدم البدء باستخدام الأسلحة النووية وهي بصدد تطوير مبدأ نووي قائم على «الردع النووي الأدنى الموثوق به». أصدرت الحكومة الهندية في أغسطس 1999 مسودة للمبدأ الذي يجزم بأن الأسلحة النووية هي فقط للردع وأن الهند سوف تتبع سياسة «المجازاة بالمثل فحسب». وتؤكد الوثيقة أيضًا أن الهند «لن تكون أول من يبدأ ضربة نووية وقائية، ولكنها سترد بانتقام تأديبي في حالة فشل الردع»، وأن قرارات التفويض باستخدام الأسلحة النووية ستتخذ من قبل رئيس الوزراء أو الخلفاء المعيّنين. وفقًا لمجلس الدفاع عن الموارد الطبيعية (إن آر دي سي)، على الرغم من تصاعد التوترات بين الهند وباكستان في 2001-2002، ظلت الهند ملتزمة بسياسة عدم البدء باستخدام الأسلحة النووية.
تأسست القيادة النووية الاستراتيجية الهندية (إس إن سي) في عام 2003، برئاسة ضابط سلاح الجو، الفريق أول أسثانا، باعتباره قائد القوات العام. الخدمات المشتركة التابعة لـإس إن سي هي القيّم على جميع الأسلحة النووية والقذائف الموجهة والذخائر في الهند، ومسؤولة أيضًا عن إدارة جميع جوانب سياسة الهند النووية. ومع ذلك، فإن القيادة المدنية، المتمثلة في سي سي إس (اللجنة الأمنية لمجلس الوزراء) هي الهيئة الوحيدة المفوضة بأمر تنفيذ ضربة نووية ضد ضربة أخرى معادية. أشار مستشار الأمن القومي شيفشانكار مينون إلى تحول هام من سياسة «عدم البدء بالاستخدام الأول للأسلحة النووية» إلى «عدم البدء بالاستخدام الأول ضد الدول التي لا تملك أسلحة نووية». وفي خطاب بمناسبة احتفالات اليوبيل الذهبي بكلية الدفاع الوطني في نيودلهي في 21 أكتوبر 2010، أوضح مينون الثقافة الهندية الاستراتيجية، مع التركيز على الردع النووي الأدنى الموثوق به. أكد شيام ساران الداعي لاجتماع المجلس الاستشاري للأمن القومي، في أبريل 2013، أنه بصرف النظر عن حجم الهجوم النووي على الهند، سواء أكانت نسخة مصغرة أم قذيفة موجهة «كبيرة»، سترد الهند بانتقام هائل على نطاق واسع للتسبب بأضرار مهولة.
شكك وزير الدفاع الهندي مانوهار باريكار عام 2016 بسياسة عدم البدء باستخدام الأسلحة النووية للهند، قائلاً: لماذا يجب على الهند «تقييد» نفسها عندما تكون «قوة نووية قادرة على الوفاء بالتزاماتها». أوضح في وقتٍ لاحق أن ما صرح به كان رأيه الشخصي. قال وزير الدفاع راجناث سينغ في عام 2019: قد تتغير سياسة الهند بعدم البدء باستخدام الأسلحة النووية مستقبلًا اعتمادًا على «الأحداث».